# Martin von Zweigbergk
Martin von Zweigbergk, född 31 december 1940, är en svensk översättare från polska och franska till svenska. Bland de författare han givit svensk språkdräkt märks särskilt Stanisław Lem i fråga om antalet verk, men även Pascal Bonafoux, Leszek Kołakowski, Czesław Miłosz, Sławomir Mrożek, Albert Cohen, Stendhal, Artur Szulc, Leon Tarasewicz och Adam Zagajewski. Martin von Zweigbergk är son till generaldirektör Åke von Zweigbergk och journalisten Eva von Zweigbergk samt halvbror till översättaren Johan Malm.

## Priser och utmärkelser
- 1988 – De Nios översättarpris

## Översättningar i urval
- Sławomir Mrożek: Tango (Stockholms stadsteater, 1965 och 1991)
- Stanisław Lem: Cyberiaden (Alba, 1979)
- Czesław Miłosz: Maktövertagandet (Bromberg, 1982)
- Leszek Kołakowski: Samtal med djävulen (Bromberg, 1982)
- Sławomir Mrożek: Beska humoresker (Bromberg, 1984)
- Stanisława Przybyszewska: Affären Danton (Unga Klara, 1986; Göteborgs stadsteater, 2013)
- Adam Zagajewski: Solidaritet och ensamhet (Norstedt, 1988)
- Albert Cohen: Herrens sköna (Interculture, 1989)
- Stendhal: Om kärleken (Bonnier, 1992)
- Pascal Bonafoux: Rembrandt: ljus och dunkel, serie ”En värld av vetande” (Bergh, 1992)
- Ida Fink: Resan (Tranan, 2003)